# 부산 동래구의 국회의원

## 행정구역 변천
- 1957년 1월 1일 경상남도 부산시 동래구 설치
- 1963년 1월 1일 동래군 북면·기장면 송정리 편입, 부산직할시 동래구
- 1975년 10월 1일 동래구 수영동·망미동·광안동·민락동이 신설 남구에 편입
- 1978년 2월 15일 부산진구 금성동 편입
- 1980년 4월 1일 우동·중동·좌동·송정동·반여동·석대동·반송동·재송동이 부산직할시 해운대구로 분구
- 1988년 1월 1일 서동·금사동·오륜동·부곡동·장전동·회동동·선동·두구동·노포동·청룡동·남산동·구서동·금성동이 부산직할시 금정구로 분구
- 1995년 1월 1일 부산광역시 동래구
- 1995년 3월 1일 연산동·거제동이 부산광역시 연제구로 분구

## 부산 동래구의 역대 국회의원 일람
| 대수         | 이름           | 소속정당   | 임기                              | 선거구역 |
| ------------ | -------------- | ---------- | --------------------------------- | --- |
| 제4대        | 김인호(金仁浩) | 자유당     | 1958년 5월 31일- 1960년 7월 28일  | 부산시 동래구 일원(제10선거구) |
| 제5대 민의원 | 김명수(金命洙) | 민주당     | 1960년 7월 29일- 1961년 5월 16일  | 부산시 동래구 일원(제10선거구) |
| 제6대        | 양극필(梁克弼) | 민주공화당 | 1963년 12월 17일- 1967년 6월 30일 | 동래구 일원(제7선거구) |
| 제7대        | 임갑수(林甲守) | 신민당     | 1967년 7월 1일- 1971년 6월 30일   | 동래구 일원(제7선거구) |
| 제8대        | 양찬우(楊燦宇) | 민주공화당 | 1971년 7월 1일- 1972년 10월 17일  | 동래구 갑: 수민동 복산동 명륜동 온천1동 온천2동 사직동 거제1동 거제2동 거제3동 연산1동 안락동 명장동 부곡동 동상동 석대동 오륜동 장전1동 장전2동 장전3동 선동 두구동 노포동 청룡동 남산동 구서동 |
| 제8대        | 이기택(李基澤) | 신민당     | 1971년 7월 1일- 1972년 10월 17일  | 동래구 을: 연산2동 연산3동 연산4동 재송동 반여동 반송동 수영동 광안동 민락동 우1동 우2동 중1동 중2동 좌동 송정동                                                                                 |
| 제9대        | 양찬우(楊燦宇) | 민주공화당 | 1973년 3월 12일- 1979년 3월 11일  | 동래구 일원(제4선거구) |
| 제9대        | 이기택(李基澤) | 신민당     | 1973년 3월 12일- 1979년 3월 11일  | 동래구 일원(제4선거구) |
| 제10대       | 이기택(李基澤) | 신민당     | 1979년 3월 12일- 1980년 10월 27일 | 동래구 일원(제4선거구) |
| 제10대       | 양찬우(楊燦宇) | 민주공화당 | 1979년 3월 12일- 1980년 10월 27일 | 동래구 일원(제4선거구) |
| 제11대       | 김진재(金鎭載) | 민주정의당 | 1981년 4월 11일- 1985년 4월 10일  | 동래구 일원(제4선거구) |
| 제11대       | 박관용(朴寬用) | 민주한국당 | 1981년 4월 11일- 1985년 4월 10일  | 동래구 일원(제4선거구) |
| 제12대       | 이건일(李健一) | 민주한국당 | 1985년 4월 11일- 1988년 5월 29일  | 동래구 일원(제4선거구) |
| 제12대       | 박관용(朴寬用) | 신한민주당 | 1985년 4월 11일- 1988년 5월 29일  | 동래구 일원(제4선거구) |
| 제13대       | 박관용(朴寬用) | 통일민주당 | 1988년 5월 30일- 1992년 5월 29일  | 동래구 갑: 수민동, 복산동, 명륜1동, 명륜2동, 온천1동, 온천2동, 온천3동, 사직1동, 사직2동, 사직3동, 안락1동, 안락2동, 명장동                                                                      |
| 제13대       | 최형우(崔炯佑) | 통일민주당 | 1988년 5월 30일- 1992년 5월 29일  | 동래구 을: 거제1동, 거제2동, 거제3동, 거제4동, 연산1동, 연산2동, 연산3동, 연산4동, 연산5동, 연산6동, 연산7동, 연산8동, 연산9동                                                                   |
| 제14대       | 박관용(朴寬用) | 민주자유당 | 1992년 5월 30일- 1993년 2월 27일  | 동래구 갑: 수민동, 복산동, 명륜1동, 명륜2동, 온천1동, 온천2동, 온천3동, 사직1동, 사직2동, 사직3동, 안락1동, 안락2동, 명장1동, 명장2동                                                            |
| 제14대       | 강경식(姜慶植) | 민주자유당 | 1993년 4월 24일- 1996년 5월 29일  | 동래구 갑: 수민동, 복산동, 명륜1동, 명륜2동, 온천1동, 온천2동, 온천3동, 사직1동, 사직2동, 사직3동, 안락1동, 안락2동, 명장1동, 명장2동                                                            |
| 제14대       | 최형우(崔炯佑) | 민주자유당 | 1992년 5월 30일- 1996년 5월 29일  | 동래구 을: 거제1동, 거제2동, 거제3동, 거제4동, 연산1동, 연산2동, 연산3동, 연산4동, 연산5동, 연산6동, 연산7동, 연산8동, 연산9동                                                                   |
| 제15대       | 박관용(朴寬用) | 신한국당   | 1996년 5월 30일- 2000년 5월 29일  | 동래구 갑: 수민동, 복산동, 명륜1동, 명륜2동, 안락1동, 안락2동, 명장1동, 명장2동 |
| 제15대       | 강경식(姜慶植) | 신한국당   | 1996년 5월 30일- 2000년 5월 29일  | 동래구 을: 온천1동, 온천2동, 온천3동, 사직1동, 사직2동, 사직3동 |
| 제16대       | 박관용(朴寬用) | 한나라당   | 2000년 5월 30일- 2004년 5월 29일  | 동래구 일원 |
| 제17대       | 이재웅(李在雄) | 한나라당   | 2004년 5월 30일- 2008년 5월 29일  | 동래구 일원 |
| 제18대       | 이진복(李珍福) | 무소속     | 2008년 5월 30일- 2012년 5월 29일  | 동래구 일원 |
| 제19대       | 이진복(李珍福) | 새누리당   | 2012년 5월 30일- 2016년 5월 29일  | 동래구 일원 |
| 제20대       | 이진복(李珍福) | 새누리당   | 2016년 5월 30일- 2020년 5월 29일  | 동래구 일원 |
| 제21대       | 김희곤(金熙坤) | 미래통합당 | 2020년 5월 30일- 2024년 5월 29일  | 동래구 일원 |
| 제22대       | 서지영(徐知英) | 국민의힘   | 2024년 5월 30일-                  | 동래구 일원 |

## 같이 보기
- 부산시의 국회의원
- 동래군의 국회의원
- 부산 남구의 국회의원
- 부산 부산진구의 국회의원
- 부산 해운대구의 국회의원
- 부산 금정구의 국회의원
- 부산 연제구의 국회의원
- 동래구 갑 (1988년 선거구)
- 동래구 을 (1988년 선거구)
- 동래구 (2000년 선거구)